# John Alexander French
John Alexander French (Crows Nest, 15 luglio 1914 – battaglia della Baia di Milne, 12 febbraio 1942) è stato un militare australiano, insignito della Victoria Cross nel corso della seconda guerra mondiale.

## Biografia
Nacque a Crows Nest, vicino a Toowoomba, nel Queensland, il 15 luglio 1914 terzo dei cinque figli di Albert, di professione parrucchiere, e di sua moglie Lucy Fanny May Donaldson, entrambi nativi del luogo. Studiò alla Crows Nest State School e al Toowoomba Technical College, e iniziò a lavorare nell'attività di barbiere e tabaccaio del padre come apprendista. Da ragazzo eccelleva negli sport e nel rugby league era conosciuto come "The Flying Winger". Il 22 ottobre 1939 si arruolò nell'Australian Imperial Force e fu assegnato al 2°/9° Battaglione, allora in formazione a Redbank. All'inizio di maggio del 1940, dopo aver completato l'addestramento, il 2/9° Battaglione ricevette l'ordine di rischierarsi all'estero. Imbarcandosi sul transatlantico Mauritania, salparono da Sydney per il Regno Unito dove il battaglione faceva parte di un contingente australiano, assegnato alla 6ª Divisione, che avrebbe dovuto aiutare a difendere da una possibile invasione in seguito alla caduta della Francia. L'invasione non si concretizzò mai e alla fine del 1940, il battaglione, insieme al resto della 18ª Brigata, fu trasferito in Medio Oriente. Raggiunto Alessandria d'Egitto alla fine di dicembre e poco dopo il suo arrivo, il battaglione divenne parte della 7ª Divisione. 
Nel marzo del 1941, il 2°/9° attaccò la roccaforte italiana di Giarabub, in Libia. Da aprile ad agosto il suo battaglione partecipò alla difesa di Tobruch prima di trasferirsi in Palestina e poi in Siria, dopo la capitolazione delle forze fedeli al governo di Vichy, dove svolse compiti di guarnigione.. Fu promosso facente funzioni di caporale a dicembre e il suo comandante, il tenente colonnello C.J. Cummings, lo teneva in considerazione come futuro ufficiale. All'inizio del 1942, in risposta alla crescente minaccia rappresentata dall'entrata in guerra del Giappone in seguito all'attacco di Pearl Harbor e agli sbarchi in Malesia, il 2/9° Battaglione, insieme al resto della 7ª Divisione, fu riportato in Australia. In questo periodo ottennero finalmente sette giorni di licenza e tornò a Crow's Nest. Questa licenza fu l'ultima volta che la sua famiglia lo vide vivo. Seguì un ulteriore addestramento mentre l'esercito australiano si riorganizzava per la guerra nella giungla, prima che il 2/9° fosse impegnato nella lotta contro i giapponesi nella campagna della Nuova Guinea.
A metà mese di agosto, l'unità prese posizione presso la baia di Milne, in Nuova Guinea. I giapponesi stavano avanzando verso sud lungo la pista di Kokoda e l'intelligence alleata aveva previsto un attacco intorno alla baia di Milne.
Il 26 agosto 1942, una forza d'invasione giapponese sbarcò sulla costa settentrionale della baia di Milne, a est delle truppe australiane con l'obiettivo di catturare gli aeroporti alleati. Il 2 settembre, il 9° Reggimento si mosse nell'area KB e il giorno seguente proseguì verso est lungo la costa, in direzione del fiume Goroni. Lui era nella Compagnia B, che attraversò il fiume il 4 settembre per attaccare le posizioni giapponesi dalle retrovie. Ne seguì un violento combattimento, e tre postazioni di mitragliatrici nemiche rallentarono l'avanzata della sezione. Ordinando ai suoi uomini di mettersi al riparo, avanzò e ne distrusse una con delle granate; tornò a prendere altre granate e le usò per demolire il secondo caposaldo; armato di un mitra Thompson, attaccò la terza postazione, sparando a raffica. Sebbene gravemente ferito, continuò ad avanzare, fino a far a tacere la postazione. La sua azione salvò alcuni tra i suoi commilitoni e assicurò il successo dell'attacco. Fu trovato, sebbene ferito a morte, vivo e lucido di fronte alla terza postazione di mitragliatrici, spegnendosi poco dopo. I combattimenti intorno alla baia di Milne alla fine portarono alla ritirata del nemico e rappresentarono la prima sconfitta su vasta scala dell'esercito imperiale giapponese sulla terraferma durante la guerra.
Gli fu conferita postuma la Victoria Cross. Fu sepolto nel cimitero di guerra di Port Moresby (Bomana). La sua fidanzata Dulcie McCahon, addolorata, disse di "sapere che avrebbe sempre svolto il suo dovere, indipendentemente dalla sua sicurezza". Il fratello maggiore di Jack, Eric, prestò servizio nell'AIF.  L'11 agosto 1943, mentre volava con la Royal Australian Air Force, il loro fratello minore Gordon fu ucciso in azione in Europa.  Il 
governatore generale, il feldmaresciallo visconte Sir William Slim, inaugurò la John French, VC, Memorial Library a Crows Nest il 18 luglio 1958. Le medaglie di French erano di proprietà della nipote, Faye Lowien. Per motivi di sicurezza, la famiglia decise di metterle all'asta il 28 luglio 2023 presso la Noble Numismatics di Sydney. Furono vendute a un prezzo di aggiudicazione di 1,46 milioni di dollari australiani (755.000 sterline).